# Namakura Gatana
Тупий меч (яп. なまくら刀, Namakura Gatana або 塙凹内名刀之巻 Hanawa Hekonai meitō no maki) — японський анімаційний короткометражний фільм, знятий Дзюн'іті Коті у 1917 році. Тривалий час вважався втраченим, доки не був віднайдений працівником антикварної крамниці в Осаці у березні 2008 року.

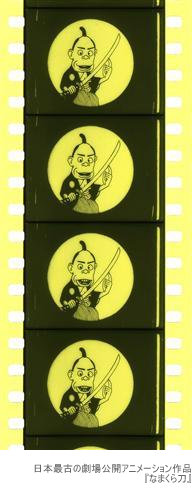
Іграшкова кінострічка, первісна назва —, раніше втрачений фільм японського аніматора Дзюн'іті Коті

Це 4-хвилинний німий короткометражний мультфільм, що розповідає історію про купівлю дурним роніном тупого меча і подальші спроби цудзіґірі. Він вийшов на екрани 30 червня 1917 року і є одним з найперших прикладів аніме.

## Сюжет
Самурай замовляє у коваля катану. З цього моменту його починають переслідувати невдачі — герой ніяк не може прибрати меч у піхви, над чим посміюється коваль.
Розплатившись, самурай вирушає в місто. Коли він проходить повз річку, катана вискакує з піхов і падає йому в руки. Тоді герой вирішує перевірити силу свого нового меча. На шляху йому зустрічається сліпий музикант. Недобросовісний самурай викликає його на поєдинок, після чого сліпий справляється з ним за допомогою одного удару.
Коли настає ніч, самурай вирушає в ліс, де зустрічає гінця. Він невдало атакує його, втрачає рівновагу і падає. У відповідь гонець вдаряє його дерев'яною палицею по голові і йде. Коли герой нарешті-таки приходить до тями, він вирішує, що на нього напав розбійник. Він хоче почати погоню, але знову спотикається і падає.
Наприкінці мультфільму самурай виявляє, що його новий меч погнувся. Він викидає його і йде.